# Дербі (Західна Австралія)
Дербі (англ. Derby) — місто в Австралії. Підпорядковується регіону Кімберлі у складі штату Західна Австралія.

## Географія
Дербі розташований на північ від гирла річки Фіцрой на березі Індійського океану.

### Клімат
Місто знаходиться у зоні, котра характеризується кліматом помірних степів та напівпустель. Найтепліший місяць — грудень із середньою температурою 32.2 °C (90 °F). Найхолодніший місяць — липень, із середньою температурою 22.8 °С (73 °F).
| Клімат Дербі            | Клімат Дербі | Клімат Дербі | Клімат Дербі | Клімат Дербі | Клімат Дербі | Клімат Дербі | Клімат Дербі | Клімат Дербі | Клімат Дербі | Клімат Дербі | Клімат Дербі | Клімат Дербі | Клімат Дербі |
| Показник                | Січ.         | Лют.         | Бер.         | Квіт.        | Трав.        | Черв.        | Лип.         | Серп.        | Вер.         | Жовт.        | Лист.        | Груд.        | Рік          |
| Абсолютний максимум, °C | 41           | 41           | 41           | 40           | 37           | 35           | 35           | 37           | 41           | 43           | 43           | 43           | 43           |
| Середній максимум, °C   | 35           | 33           | 35           | 35           | 32           | 30           | 30           | 32           | 35           | 37           | 37           | 37           | 34           |
| Середня температура, °C | 30           | 30           | 30           | 29           | 26           | 23           | 22           | 25           | 27           | 30           | 31           | 32           | 28           |
| Середній мінімум, °C    | 25           | 25           | 25           | 22           | 19           | 15           | 15           | 17           | 20           | 22           | 25           | 26           | 21           |
| Абсолютний мінімум, °C  | 20           | 19           | 20           | 16           | 9            | 6            | 7            | 8            | 12           | 16           | 20           | 18           | 6            |
| Норма опадів, мм        | 250          | 210          | 120          | 10           | 10           | 10           | 10           | 0            | 0            | 0            | 10           | 50           | 720          |
| ----------------------- | ------------ | ------------ | ------------ | ------------ | ------------ | ------------ | ------------ | ------------ | ------------ | ------------ | ------------ | ------------ | ------------ |
| Джерело: Weatherbase    |              |              |              |              |              |              |              |              |              |              |              |              |              |